# Lisbon Council

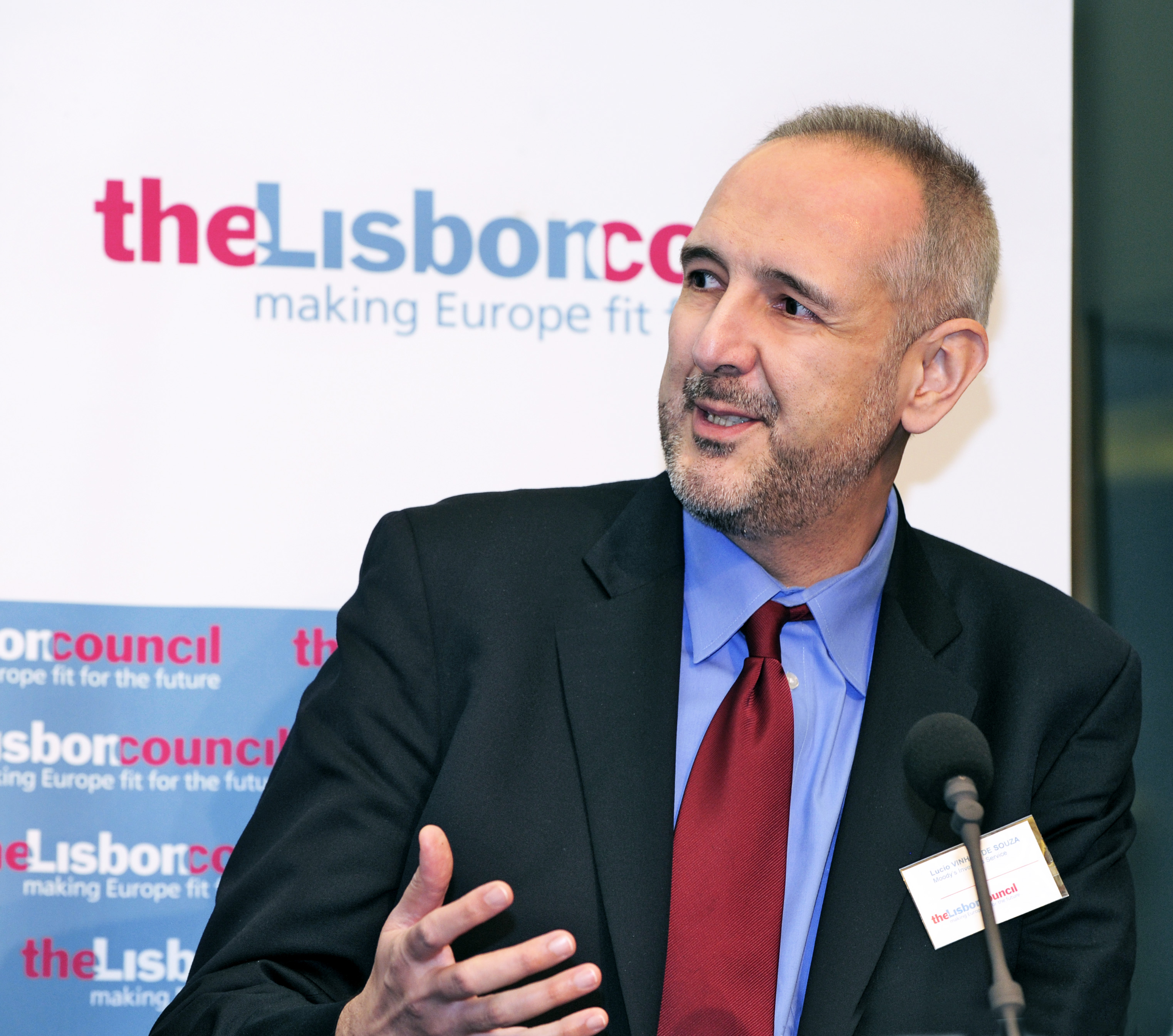
Lucio Vinhas de Souza beim Lisbon Council, 2012.

Der Lisbon Council for Economic Competitiveness and Social Renewal ist eine in Brüssel ansässige Denkfabrik, die 2003 gegründet wurde.
Die Organisation setzt sich für die Lissabon-Strategie der Europäischen Union ein und beschäftigt sich mit Themen wie Bildung, Arbeit, nachhaltiges Wachstum und Innovation. Im Rahmen der sogenannten Founding Father Lecture Series geben politische und akademische Persönlichkeiten Reden zu bestimmten Themen, beispielsweise zur Zukunft des europäischen Sozialmodells. Des Weiteren veröffentlicht der Lisbon Council Publikationen zu Bildungsthemen, darunter das im März 2006 veröffentlichte Dossier The economics of knowledge: Why education is key to Europe’s success. Autor dieser Studie ist Andreas Schleicher, Direktor des PISA Programms bei der Organisation für wirtschaftliche Zusammenarbeit und Entwicklung (OECD). Am besten bekannt ist die Organisation für ihren European Human Capital Index, der von Bildungsdirektor Peer Ederer entwickelt wurde. Weitere Schwerpunktthemen der Organisation sind Klimawandel und Umweltschutz. Vor diesem Hintergrund hat der Lisbon Council im Oktober 2006 eine Veranstaltung zu Ehren von Al Gore anlässlich der Brüsseler Premiere seines preisgekrönten Films Eine unbequeme Wahrheit organisiert.
Präsident der Organisation ist der seit über 25 Jahren in Europa lebende amerikanische Journalist Paul Hofheinz (ehemals Wall Street Journal). Leitende Direktorin war bis 2014 Ann Mettler, eine Deutsch-Schwedin, die bis 2003 Europadirektorin des World Economic Forum war. Ein weiterer Mitgründer ist der niederländische Unternehmer Tjark de Lange. Weitere bemerkenswerte Stipendiaten sind der Forschungsdirektor David Osimo und der Direktor Francesco Mureddu.

## Finanzen
Das Lisbon Council hat von 2005 bis 2015 jährlich seine Finanzen veröffentlicht. 2018 gab es etwa 1 Mio. EUR für Aktivitäten im Zusammenhang mit den EU Transparenzregister (Lobbying) aus.
Das Lisbon Council wurde 2019/2020 unterstützt von "Accenture, Apple, Cisco Systems Inc, Republic of Estonia Government Office, the European Commission, the European union’s Horizon 2020 programme, Facebook, the Ministry of Economic Affairs and Employment of Finland, Google, Finnish Innovation Fund Sitra [und der] World Bank Group."